# Български атомен форум
Българският атомен форум, известен също като Булатом, е браншова организация в България, базирана в София.
Тя е основана през 2001 година и малко по-късно става член на Европейския атомен форум. Основната ѝ цел е да пропагандира използването на ядрена енергия в страната. В организацията членуват АЕЦ „Козлодуй“, Държавно предприятие „Радиоактивни отпадъци“, Института за ядрени изследвания и ядрена енергетика и няколко десетки подизпълнители и доставчици на сектора.